# كاي لينز
كاي آن لينز (ولدت في 14 سبتمبر 1953) هي ممثلة أميركية. مثلت لينز في المقام الأول في أعمال التلفاز وقد فازت باثنين من جوائز إيمي.

## وصلات خارجية
- كاي لينز على موقع IMDb (الإنجليزية)
- كاي لينز على موقع ألو سيني (الفرنسية)
- كاي لينز على موقع أول موفي (الإنجليزية)
- كاي لينز على موقع قاعدة بيانات الأفلام السويدية (السويدية)
- كاي لينز على موقع إن إن دي بي (الإنجليزية)
- كاي لينز على موقع قاعدة بيانات الفيلم (الإنجليزية)
- كاي لينز على موقع كينوبويسك (الروسية)